# Młyn (obraz Ferdynanda Ruszczyca)
Młyn, znany również jako Młyn nocą, Wieczór wiosenny, Nad upustem, Wieczór letni – obraz olejny polskiego malarza Ferdynanda Ruszczyca namalowany w roku 1898, przechowywany w zbiorach Muzeum Narodowego w Krakowie. 

## Historia obrazu
Obraz powstał w roku 1898 w Bohdanowie na Wileńszczyźnie, posiadłości ziemskiej będącej gniazdem rodzinnym Ruszczyców (obecnie miejscowość znajduje się w Białorusi). Do Muzeum Narodowego w Krakowie trafił w 1933 roku jako dar Stanisława Tomkowicza, zapisem testamentowym. Obraz nosi nr inwentarzowy MNK II-b-103.

## Opis obrazu
Młyn Ferdynanda Ruszczyca jest nokturnem przedstawiającym na pierwszym planie tytułowy młyn z kołem wodnym na tle kontrastowego zestawienia czerni nocy z kłębiącą się pod nim wodą, którą rozświetla księżycowy blask. Księżyc obecny jest na obrazie tylko w postaci świetlnego odblasku na wodzie. Obraz jest przykładem ekspresyjnego, symbolicznego i nacechowanego emocją malarstwa Ruszczyca, którego określa się jako mistrza potęgi żywiołów i malarza żywiołów.
W obrazie są wyraźnie widoczne inspiracje estetyką japońskiego drzeworytu: malarz zastosował tu ujęcie przestrzeni z tzw. ptasiej perspektywy, z podwyższonego punktu obserwacji. Zabieg ten, charakterystyczny dla malarstwa Ruszczyca, skutkuje spiętrzeniem planów kompozycyjnych i umożliwia poszerzenie horyzontu widzenia, a zastosował go malarz oprócz Młyna jeszcze m.in. w obrazie Krajobraz wiosenny z 1900 roku.